# HWA Tag Team Championship
L'HWA Tag Team Championship è il titolo di coppia della Heartland Wrestling Association, una federazione di wrestling con sede a Cincinnati, in Ohio.

## Albo d'oro
| Wrestler:                                                 | Regni insieme | Data              | Luogo       | Note |
| --------------------------------------------------------- | ------------- | ----------------- | ----------- | --- |
| Head Bangers Mosh & Thrasher                              | 1             | 5 gennaio 1996    | Fort Wright | |
| The Bounty Hunter & Brian Taylor                          | 1             | 22 agosto 1997    |             | Sconfiggendo Bobo Brazil Jr. & Andy Chase nella finale di un torneo per i titoli vacanti. |
| Chip Fairway & Cody Hawk                                  | 1             | 23 settembre 1998 | Lima, Ohio  | |
| Brian Taylor (2) & Sean Casey                             | 1             | 23 gennaio 1999   | Hamilton    | |
| Chip Fairway & Cody Hawk                                  | 2             | 27 febbraio 1999  | Hamilton    | |
| Alexis Machine & Brian Fury                               | 1             | 25 agosto 1999    | Blanchester | |
| Cody Hawk (3) & Mad Anthony McMurphy                      | 1             | 19 febbraio 2000  | Hamilton    | |
| Bobby Casanova & Brian Fury                               | 1             | 17 giugno 2000    | Hamilton    | |
| The A Squad Chet Jablonski & Dean Jablonski               | 1             | 7 ottobre 2000    | Blanchester | |
| Cody Hawk (4) & Mad Anthony McMurphy (2)                  | 2             | 26 gennaio 2001   | Rising Sun  | |
| The A Squad                                               | 2             | 16 marzo 2001     | Rising Sun  | |
| Human Time Bomb & Nigel McGuinness                        | 1             | 19 luglio 2001    | Cincinnati  | |
| The A Squad                                               | 3             | 7 agosto 2001     | Cincinnati  | |
| Evan Karagias & Shannon Moore                             | 1             | 13 ottobre 2001   | Batavia     | |
| The Island Boyz Jamal & Rosey                             | 1             | 14 novembre 2001  | Dayton      | |
| Steve Bradley & Val Venis                                 | 1             | 8 dicembre 2001   | Batavia     | |
| Lance Cade & Mike Sanders                                 | 1             | 13 febbraio 2002  | Dayton      | Titoli resi vacanti lo stesso giorno. |
| Lance Cade (2) & Steve Bradley (2)                        | 1             | 20 febbraio 2002  | Cincinnati  | Cade sconfisse Sanders in un match per scegliere un nuovo partner. La scelta ricadde su Bradley. |
| Hugh Morrus & Raven                                       | 1             | 12 marzo 2002     | Cincinnati  | |
| Lance Cade (3) & Steve Bradley (3)                        | 2             | 15 marzo 2002     | Dayton      | |
| Cody Hawk (5) & Ice Cream Man                             | 1             | 10 aprile 2002    | Batavia     | |
| Human Time Bomb & Nigel McGuinness (2)                    | 1             | 23 luglio 2002    | Cincinnati  | |
| Southern Breeze Brother Clay & Matt Dillinger             | 1             |                   |             | Privati dei titoli il 9 novembre. |
| Matt Stryker & Rory Fox                                   | 1             | 7 dicembre 2002   | Batavia     | |
| Chet Jablonski (4) & Cody Hawk (6)                        | 1             | 25 marzo 2003     | Cincinnati  | |
| D-Lo Brown & Matt Stryker (2)                             | 1             | 23 maggio 2003    | Dayton      | |
| Chet Jablonski (5) & Cody Hawk (7)                        | 2             | 26 maggio 2003    | Cincinnati  | |
| JT Stahr & TJ Dalton                                      | 1             | 26 luglio 2003    | Columbus    | |
| Chet Jablonski (6) & Cody Hawk (8)                        | 3             |                   |             | Titoli vacanti quando Jablonski lasciò la promotion e Hawk si infortunò |
| The Riggs Brothers Jason & Johnny Riggs                   | 1             | 26 novembre 2003  | Wilmington  | |
| JT Stahr & TJ Dalton                                      | 2             | 16 dicembre 2003  | Cincinnati  | |
| Crazy J & Lotus                                           | 1             | 6 febbraio 2004   | Cincinnati  | |
| JT Stahr & TJ Dalton                                      | 3             | 10 febbraio 2004  | Cincinnati  | |
| Cody Hawk (9) & Matt Stryker (3)                          | 1             | 2 aprile 2004     | Cincinnati  | |
| Kimera & Shawn Osborne                                    | 1             | 15 giugno 2004    | Cincinnati  | |
| Crazy J & Lotus                                           | 2             | 17 agosto 2004    | Cincinnati  | |
| Foreign Intelligence Quinten Lee & Ala Hussein            | 1             | 5 ottobre 2004    | Cincinnati  | |
| Cody Hawk (10) & Matt Stryker (4)                         | 2             | 26 ottobre 2004   | Cincinnati  | Privati dei titoli il 17 dicembre 2004. |
| Mike Desire & Tack                                        | 1             | 17 dicembre 2004  | Cincinnati  | |
| Necessary Roughness Jimmy Turner & Jon Moxley             | 1             | 11 marzo 2005     | Cincinnati  | |
| Foreign Intelligence                                      | 2             | 13 maggio 2005    | Cincinnati  | |
| Heartland Foundation Ric Byrne & Jon Moxley (2)           | 1             | 19 agosto 2005    | Cincinnati  | Privati immediatamente dei titoli. |
| Foreign Intelligence                                      | 3             | 19 agosto 2005    | Cincinnati  | Brock Guffman consegnò loro i titoli. |
| Matt Stryker (5) & Tack (2)                               | 1             | 25 ottobre 2005   | Cincinnati  | |
| Brian Jennings & Kimera (2)                               | 1             | 13 dicembre 2005  | Cincinnati  | |
| Foreign Intelligence                                      | 4             | 21 febbraio 2006  | Cincinnati  | |
| The Mavericks Aaron Williams & Alan Wasylychyn            | 1             | 11 luglio 2006    | Cincinnati  | |
| Crazy J & Lotus                                           | 3             | 20 ottobre 2006   | Cincinnati  | |
| Tack (3) & Tarek The Legend                               | 1             | 10 marzo 2007     | Cincinnati  | |
| Cody Hawk (11) & Jon Moxley (3)                           | 1             | 12 giugno 2007    | Cincinnati  | |
| G.P. Code Andre Heart & Richard Phillips                  | 1             | 16 giugno 2007    | Cincinnati  | |
| The Entourage JT Stahr (4), The Madness, V-Rad            | 1             | 24 settembre 2008 | Middletown  | |
| Deja Vu & Kimera (3)                                      | 1             | 19 novembre 2008  | Middletown  | |
| The Entourage                                             | 2             | 22 novembre 2008  | Middletown  | |
| G.P. Code (2) & Kimera (4)                                | 1             | 19 dicembre 2008  | Middletown  | |
| The Hybrids Donovan Cain & Jason Lyte                     | 1             | 11 febbraio 2009  | Middletown  | |
| G.P. Code                                                 | 2             | 11 aprile 2009    | Peoria      | |
| The Hybrids                                               | 2             | 18 aprile 2009    | Norwood     | |
| The Kosher Klub Joseph Schwartz & Sean Tylerstein         | 1             | 26 settembre 2009 | Norwood     | |
| Royal Violence King Vu (3) & Jon Moxley (4)               | 1             | 14 ottobre 2009   | Middletown  | |
| Crazy J & Lotus                                           | 4             | 2 dicembre 2009   | Middletown  | |
| Royal Violence                                            | 2             | 19 dicembre 2009  | Norwood     | |
| Crazy J & Lotus                                           | 5             | 13 gennaio 2010   | Middletown  | |
| Noble Bloods Lord Matthew Taylor & Sir Chadwick Cruise    | 1             | 24 febbraio 2010  | Middletown  | |
| The Flying Mendoza Brothers Loco & Loto Mendoza           | 6             | 29 maggio 2010    | Norwood     | |
| Vacante                                                   |               | 7 luglio 2010     | Middletown  | |
| The Noble Bloods                                          | 2             | 20 agosto 2010    | Norwood     | Vinsero un Fatal 4-Way Elimination Tag Team Match contro The Hybrids, The Irish Airborne, e The Heatseekers. |
| The Heatseekers Kaden Assad & Jeremy Madrox               | 1             | 18 dicembre 2010  | Norwood     | Vinsero un Triple Treat match che includeva The Hybrids e The Noble Bloods. Il match era valido per gli OCW Tag Team Championship, già in possesso degli Heatseekers, l'HWA Tag Team Championship, in possesso dei Noble Bloods e gli Hybrids, non avendo allori di coppia fra le loro mani, misero in palio la loro esistenza come un tag team in caso di sconfitta. |
| DNA Doug Charlez & Aaron Xtreme                           | 1             | 16 luglio 2011    | Hamilton    | In un Tag-Team Gauntlet Match che includeva The Noble Bloods, The Heatseekers e Jon Murray & Clark Konner. |
| The Heatseekers                                           | 2             | 27 agosto 2011    | Norwood     | I titoli furono riconsegnati agli Heatseekers poiché i DNA furono costretti a rendere vacanti i titoli per l'infortunio di Xtreme. |
| The Noble Bloods                                          | 3             | 29 ottobre 2011   | Norwood     | |
| The American Wrestling Warriors Jeff Mayhem & Troy Marcus | 1             | 17 dicembre 2011  | Hamilton    | Battendo i DNA, gli Heatseekers e i Noble Bloods in un Fatal 4-Way Tag Match. |
| DNA                                                       | 2             | 7 febbraio 2012   | Hamilton    | |
| The American Wrestling Warriors                           | 2             | 25 febbraio 2012  | Hamilton    | |
| Heavyweight Heroes Jon Murray & Clark Konner              | 1             | 3 aprile 2012     | Hamilton    | |
| Jesse Emerson & Chris Hall (3)                            | 1             | 24 aprile 2012    | Hamilton    | |